# Mecodema curvidens
Mecodema curvidens es una especie de escarabajo del género Mecodema, familia Carabidae. Fue descrita científicamente por Broun en 1915.
Esta especie se encuentra en Nueva Zelanda.
Su longitud es 18–26 mm, ancho pronotal de 5,4–7,53 mm y elitral de 6,13–8,56 mm. El color del cuerpo varía de brillante a negro mate, excepto la coxa y el tarso que van de marrón rojizo a negro.